# Modelo de viga de Timoshenko-Ehrenfest
O modelo de viga de Timoshenko-Ehrenfest foi desenvolvido por Stephen Timoshenko e Paul Ehrenfest no início do século XX. O modelo leva em consideração a deformação por cisalhamento e os efeitos rotacionais da flexão, tornando-o adequado para descrever o comportamento de vigas espessas, vigas compostas em sanduíche ou vigas sujeitas a excitação de alta frequência quando o comprimento de onda se aproxima da espessura da viga. Analogamente à teoria dos feixes de Euler-Bernoulli, a equação resultante é de 4ª ordem, mas uma derivada parcial de segunda ordem é presente. Fisicamente, os graus de liberdade extras no modelo reduzem a rigidez calculada para o corpo, resultando em maiores deflexões sob cargas estáticas e menores frequências naturais. O último efeito é mais perceptível para frequências mais altas à medida que o comprimento de onda se torna menor (em princípio comparável à altura do feixe ou menor) e, portanto, a distância entre as forças de cisalhamento opostas diminui.
O efeito da inércia rotativa foi primeiramente estudado por Jacques Bresse e Rayleigh.
Se o módulo de cisalhamento do material tende a infinito (material rígido ao cisalhamento, deformações cisalhantes tendem a zero) e se os efeitos da inércia rotacional são desprezíveis, o modelo de Timoshenko converge ao modelo de viga de Euler-Bernoulli.

## Modelo quasiestático

Deformação de uma viga de Timoshenko (azul) comparada a uma viga de Euler-Bernoulli (vermelho).

Deformação de um raio de Timoshenko. O normal gira em uma quantidade que não é igual a.

No modelo estático de viga de Timoshenko sem efeitos axiais, os deslocamentos de cada ponto do corpo de coordenadas {\displaystyle (x,y,z)} são dados por:
{\displaystyle u_{x}(x,y,z)=-z~\varphi (x)~;~~u_{y}(x,y,z)=0~;~~u_{z}(x,y,z)=w(x)}
onde {\displaystyle u_{x},u_{y},u_{z}} são as componentes do vetor de deslocamento, {\displaystyle \varphi } é o ângulo de rotação da seção transversal da viga em relação à normal da curva neutra, e {\displaystyle w} é o deslocamento da curva neutra na direção {\displaystyle z}.
Com essas hipóteses, a deformação da viga é descrita por duas equações diferenciais ordinárias:
{\displaystyle {\begin{aligned}&{\frac {\mathrm {d} ^{2}}{\mathrm {d} x^{2}}}\left(EI{\frac {\mathrm {d} \varphi }{\mathrm {d} x}}\right)=q(x)\\&{\frac {\mathrm {d} w}{\mathrm {d} x}}=\varphi -{\frac {1}{\kappa AG}}{\frac {\mathrm {d} }{\mathrm {d} x}}\left(EI{\frac {\mathrm {d} \varphi }{\mathrm {d} x}}\right).\end{aligned}}}
onde
- {\displaystyle A} é a área da seção transversal;
- {\displaystyle E} é o módulo de Young;
- {\displaystyle G} é o módulo de cisalhamento;
- {\displaystyle I} é o segundo momento de área;
- {\displaystyle \kappa }, chamado de coeficiente de Timoshenko, depende da geometria da viga;
- {\displaystyle q(x)} é a carga distribuída (força por comprimento).

## Modelo dinâmico
No modelo dinâmico de viga de Timoshenko sem efeitos axiais, os deslocamentos de cada ponto do corpo de coordenadas {\displaystyle (x,y,z)} são dados por
{\displaystyle u_{x}(x,y,z,t)=-z~\varphi (x,t)~;~~u_{y}(x,y,z,t)=0~;~~u_{z}(x,y,z,t)=w(x,t)}
onde {\displaystyle u_{x},u_{y},u_{z}} são as componentes do vetor de deslocamento, {\displaystyle \varphi } é o ângulo de rotação da seção transversal da viga em relação à normal da curva neutra, e {\displaystyle w} é o deslocamento da curva neutra na direção {\displaystyle z}.
Partindo dessas hipóteses, o movimento da viga pode ser descrito pelas equações diferenciais parciais:
{\displaystyle \rho A{\frac {\partial ^{2}w}{\partial t^{2}}}-q(x,t)={\frac {\partial }{\partial x}}\left[\kappa AG\left({\frac {\partial w}{\partial x}}-\varphi \right)\right]}
{\displaystyle \rho I{\frac {\partial ^{2}\varphi }{\partial t^{2}}}={\frac {\partial }{\partial x}}\left(EI{\frac {\partial \varphi }{\partial x}}\right)+\kappa AG\left({\frac {\partial w}{\partial x}}-\varphi \right)}
onde
- {\displaystyle \rho } é a densidade do material (mas não a densidade linear);
- {\displaystyle A} é a área da seção transversal;
- {\displaystyle E} é o módulo de Young;
- {\displaystyle G} é o módulo de cisalhamento;
- {\displaystyle I} é o segundo momento de área;
- {\displaystyle \kappa }, chamado de coeficiente de Timoshenko, depende da geometria da viga;
- {\displaystyle q(x,t)} é a carga distribuída (força por comprimento).